# Рыббаза
Рыбба́за — село в Амурском районе Хабаровского края. Входит в состав Вознесенского сельского поселения.

## География
Село Рыббаза стоит на правом берегу Амура примерно в 2 км ниже села Вознесенское.

## Население
| 1992 | 2002 | 2010 | 2011 | 2012 | 2021 |
| ---- | ---- | ---- | ---- | ---- | ---- |
| 99   | ↘75  | ↘50  | →50  | →50  | ↘35  |